# Cot Bateekureeng
Cot Bateekureeng är en kulle i Indonesien.   Den ligger i provinsen Aceh, i den västra delen av landet, 1 700 km nordväst om huvudstaden Jakarta. Toppen på Cot Bateekureeng är 198 meter över havet, eller 158 meter över den omgivande terrängen. Bredden vid basen är 8,3 km.
Terrängen runt Cot Bateekureeng är kuperad söderut, men norrut är den platt. Trakten runt Cot Bateekureeng är nära nog obefolkad, med mindre än två invånare per kvadratkilometer. Närmaste större samhälle är Bireun, 18,9 km öster om Cot Bateekureeng. I omgivningarna runt Cot Bateekureeng växer i huvudsak städsegrön lövskog.